# Eduardo Horacio García
Eduardo Horacio García (Buenos Aires, Argentina, 22 de janeiro de 1956) é bispo de San Justo.
Eduardo Horacio García recebeu o Sacramento da Ordem em 18 de novembro de 1983 do Arcebispo de Buenos Aires, Juan Carlos Cardeal Aramburu.
Em 21 de junho de 2003, o Papa João Paulo II o nomeou Bispo Titular de Ipagro e Bispo Auxiliar de Buenos Aires. O Arcebispo de Buenos Aires, Cardeal Jorge Mario Bergoglio SJ, o consagrou em 16 de agosto do mesmo ano; Os co-consagradores foram os bispos auxiliares de Buenos Aires, Jorge Eduardo Lozano e José Antonio Gentico.
Em 6 de novembro de 2014, o Papa Francisco o nomeou Bispo de San Justo. A posse ocorreu em 14 de dezembro do mesmo ano.